# Buchlov
Buchlov je též historický český název pro město Buchloe v Bavorsku.
Buchlov (německy Buchlau) je královský hrad stojící na stejnojmenném kopci v Chřibech nad Buchlovicemi v nadmořské výšce 522 metrů. Doba stavby tohoto hradu se odhaduje na 1. polovinu 13. století. Poslední úpravu hradu provedl Jan Ždánský ze Zástřizel při přestavbě na renesanční sloh v letech 1540–1558. Hrad je ve vlastnictví státu a je spravován Národním památkovým ústavem. Od roku 1968 je chráněn jako kulturní památka a od 1. ledna 2002 je zapsán na seznam národních kulturních památek.

## Historie

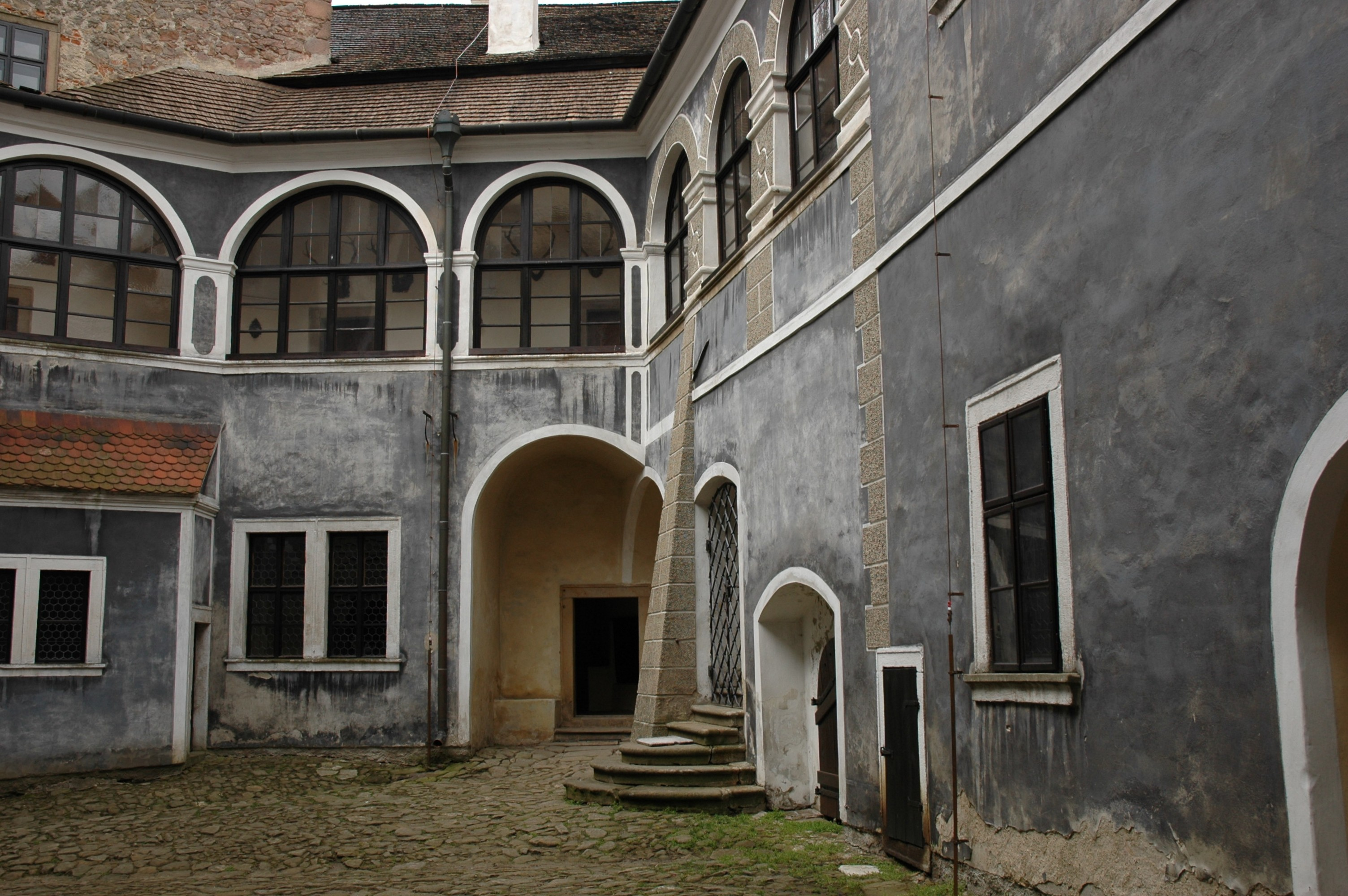
Nádvoří hradu

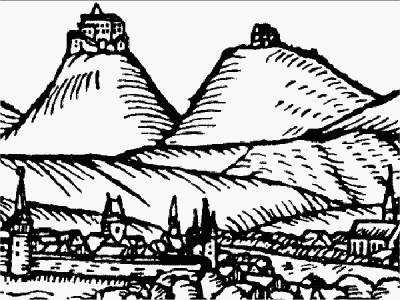
Hrad Buchlov s kaplí sv. Barbory na výřezu z dřevorytu Uherského Hradiště (J. Willenberg, 1593)

Buchlov byl vybudován v první polovině 13. století. Hrad byl založen jako významný strategický bod. Funkce hradu byla hospodářská, obranná, ale hrad byl také správním střediskem. K této správě náležela i královská soudní pravomoc, tzv. lovecké právo. Původní zakládací listina se však nedochovala. Ze stavebně-historického hlediska se Buchlov řadí do přechodného románsko-gotického období. Přestože byl Buchlov neustále v majetku krále, byl často dáván do zástavy bohatým moravským rodům – věřitelům krále. V roce 1511 přestal být Buchlov majetkem krále. Král Vladislav II. Jagellonský jej daroval Arklebu Trnavskému z Boskovic za jeho významné služby proti Turkům. Arkleb hrad prodává roku 1520 Žerotínům, kteří jej drží až do roku 1542. Od nich koupil panství Jan Ždánský ze Zástřizl, jehož rod zde pobýval více než jedno století. Za Zástřizlů proběhly největší stavební úpravy, a to již v duchu renesance. Celý horní hrad byl přestavěn k reprezentačním a obytným účelům. Veškeré hospodářské budovy byly přesunuty do nově vybudovaného dnešního druhého nádvoří. Většina Zástřizlů se aktivně zapojila do stavovského povstání na straně vzbouřenců a při konfiskacích ztratila značnou část majetku. Poslední stavební úpravy proběhly, když hrad vlastnili pánové z Petřvaldu (1644–1800). V důsledku blížícího se nového tureckého nebezpečí bylo opevnění hradu rozšířeno ještě o současné první nádvoří s věžovou bránou a bastionem. Přes všechny snahy stavebníků přizpůsobit středověkou pevnost životnímu stylu 18. století, se nedařilo vyhovět novým požadavkům, a proto majitelé postupně ztrácí zájem o další úpravy. V letech 1698–1701 byl v městečku Buchlovice vybudován honosný zámek ve stylu italské barokní vily. Od roku 1751 zůstal Buchlov trvale neobydlen, avšak zásluhou posledních majitelů, hrabat Berchtoldů z Uherčic, nechátral. Berchtoldové, zejména osvícení badatelé Dr. Bedřich a jeho nevlastní starší bratr Dr. Leopold I., soustředili do jeho prostor mimořádně cenné a rozsáhlé sbírky. Z tohoto přírodovědného a historického souboru vzniklo rodinné muzeum. V r. 1945 přešel Buchlov společně s rodinnou hrobkou kaplí sv. Barbory do vlastnictví československého státu a byl zařazen do souboru památek I. kategorie.
| Rok  | Počet návštěvníků |
| ---- | ----------------- |
| 2015 | 74 938            |
| 2016 | 81 839            |
| 2017 | 79 453            |
| 2018 | 77 033            |

## Nejvýznamnější majitelé hradu

### Jindřich Prakšický ze Zástřizl
Panství se ujal od roku 1581. Oženil se s Kateřinou Rájeckou z Mírova, narodil se jim syn Jiří Zikmund. Jindřichovo krátké působení na Buchlově se vyznačuje neustálými spory s představiteli sousedního velehradského kláštera. Byl zavražděn v roce 1582 při noční projížďce údolím Smraďavky a dodnes se přesně neví, kdo byl jeho vrahem. Kvůli neustálým sporům s představenými blízkého velehradského kláštera se vynořila spousta teorií o jeho smrti, nejpravděpodobnější je však, že byl zabit v osobním souboji jistým Vilímem Rymem.

### Hanuš Zikmund z Petřvaldu
Narodil se roku 1626. V roce 1650 byl povýšen do stavu svobodných pánů. Stal se císařským radou, přísedícím zemského soudu i lenního soudu olomouckého, v neposlední řadě i hejtmanem hradišťského kraje a nakonec zemským sudím. Za manželku si vzal Annu Marii Serényiovou z Nového Světlova.
Hanuš Zikmund z Petřvaldu se proslavil zejména výstavbou kaple sv. Barbory, postavené na sousedním kopci Modla v letech 1670–1672, která se stala také hrobkou Petřvaldů a Berchtoldů z Buchlova.
Hanuš Zikmund z Petřvaldu zemřel roku 1688 a za svůj život zplodil s manželkou celkem šest dětí, z nichž se ale dospělého věku dožily pouze dvě.

### Leopold I. Berchtold
Leopold I. Berchtold se narodil roku 1759 ve Stráži nad Nežárkou, pobýval na studiích v Olomouci a ve Vídni, pak působil jako zástupce krajského hejtmana v Jihlavě, odtud šel k obchodnímu úřadu v Terstu a brzy na to se vydal na cesty téměř po celé Evropě, severní Africe, Malé Asii a Palestině.
Byl velký lidumil a během doby svého spravování buchlovského panství poskytoval zejména svým nemajetným poddaným všemožné úlevy, služby a dary, soustředil se také hodně na pomoc sirotkům a nemocným. Roku 1797 otevřel v Buchlovicích a na buchlovickém zámku první nemocnici, věnovanou zejména chudým, kde jim byla poskytována kvalitní bezplatná péče.
Tato Berchtoldova lidumilná činnost ale znamenala obrovské finanční zatížení pro celé panství, kterému trvalo ještě dalších padesát let než se s touto skutečností vyrovnalo.
Roku 1809 zavítal Leopold na pravidelnou obhlídku pacientů lazaretu na Velehradě, kde se nakazil tyfem a brzy zemřel.

### Bedřich Všemír Berchtold
Bedřich Všemír Berchtold byl nevlastním bratrem Leopolda I. V letech 1834 až 1842 procestoval většinu evropských států, severní Afriku, Malou Asii a ještě v roce 1846 Brazílii. Největší pozornost na cestách věnoval studiu přírody, obohacoval své botanické sbírky, jejichž převážnou část věnoval Národnímu muzeu. Jejich díl včetně různých artefaktů a kuriozit, které si přivezl ze svých cest, můžeme obdivovat i v prostorách hradu Buchlova.
Bedřich zemřel v roce 1876 na buchlovickém zámku a v roce 1895 byl podle svého přání pochován na hřbitově v Buchlovicích mezi prostými lidmi.

## Lovecké právo
Již od 14. století patřila hradu silná pravomoc soudit a trestat ve všech zjištěných případech lesního pytláctví a nedovoleného lovení ryb, později se tento seznam deliktů rozšířil i na veškeré přečiny a zločiny páchané v obvodu buchlovského a sousedních panství. Podle smolných knih k nim patřily loupeže, vraždy, smilstvo, též čarodějnictví. Případů skutečného pytláctví je v těchto dokumentech zaznamenáno poměrně málo a ve srovnání s jinými oblastmi Českých zemí byly tresty za ně mimořádně tvrdé – obvykle smrt oběšením nebo stětím. „Právo lovecké“ se pak stalo součástí kupní listiny hradu a přecházelo dále z majitele na majitele. Teprve roku 1749 bylo toto právo císařským výnosem zrušeno.

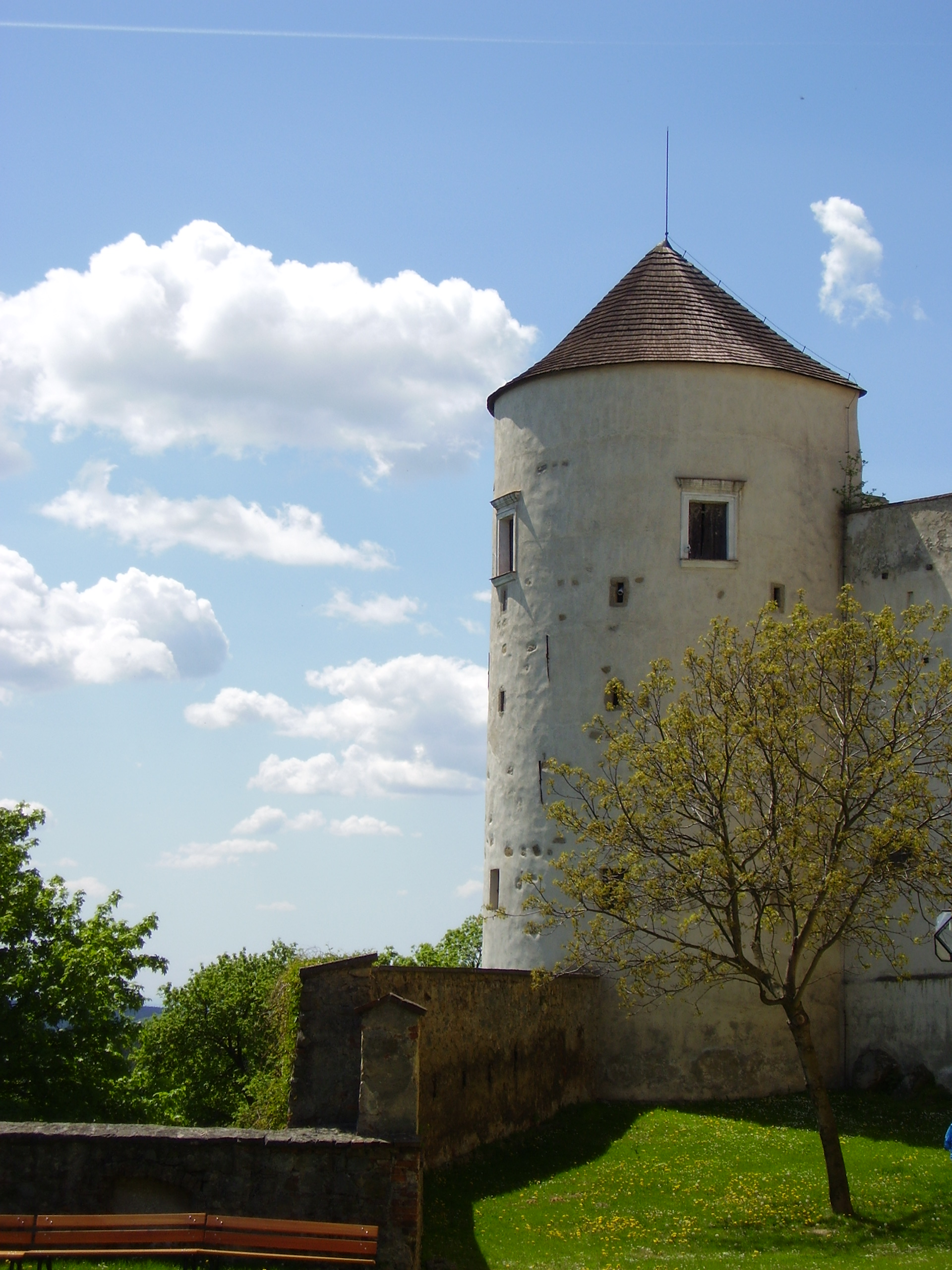
Věž Andělka

## Vyhlídka
Hradu vévodí 35 metrů vysoká věž s otevřenou vyhlídkovou plochou o čtvercovém půdorysu. Z ní je výhled na Chřiby, Dolnomoravský úval, Hostýn a za dobrého počasí i na Pálavu či dokonce do Vídně.

## Lípa neviny na Buchlově
K hradu se váže pověst o lípě, která zázrakem prokázala nevinu zbrojnoše Vlčka nařčeného ze zrady. Po odsouzení k smrti se dovolával zázraku a Božího soudu. Znamením jeho neviny se stala mladá lípa. Po přesazení kořeny vzhůru znovu na jaře vypučela. Dodnes je k vidění na nádvoří hradu.

## Hrad ve filmu
- O statečném kováři (1983, režie Petr Švéda)
- Četnické humoresky III. – 30. díl Poklad (2007, režie Pavlína Moskalyková Solo)
- Poklad rytíře Maloty (1989, režie Eugen Sokolovský ml.)